# Верхнеспасское сельское поселение
Верхнеспа́сское се́льское поселе́ние — муниципальное образование в составе Пыщугского района Костромской области России.
Административный центр — село Верхнеспасское.

## История
Верхнеспасское сельское поселение образовано 30 декабря 2004 года в соответствии с Законом Костромской области № 237-ЗКО, установлены статус и границы муниципального образования.

## Население
| 2008 | 2010 | 2012 | 2013 | 2014 | 2015 | 2016 |
| ---- | ---- | ---- | ---- | ---- | ---- | ---- |
| 507  | ↘435 | ↘424 | ↗430 | ↘407 | ↘379 | ↘359 |
| 2017 | 2018 | 2019 | 2020 | 2021 |      |      |
| ↘344 | ↘322 | ↘313 | ↘299 | ↘271 |      |      |

## Состав сельского поселения
| №  | Населённый пункт    | Тип населённого пункта       | Население |
| -- | ------------------- | ---------------------------- | --------- |
| 1  | Бережок             | деревня                      | →0        |
| 2  | Бобылица            | деревня                      | ↘8        |
| 3  | Верхнеспасское      | село, административный центр | ↗285      |
| 4  | Вятско-Николаевское | деревня                      | ↘6        |
| 5  | Гомзиха             | деревня                      | ↗4        |
| 6  | Гусиха              | деревня                      | ↘0        |
| 7  | Карманиха           | деревня                      | ↗2        |
| 8  | Кореповское         | деревня                      | →0        |
| 9  | Крутая              | деревня                      | ↗179      |
| 10 | Малая Каменка       | деревня                      | ↗4        |
| 11 | Токовица            | деревня                      | ↘6        |

### Упразднённые населённые пункты
- В 2015 году упразднены деревни Дубровино и Невзориха[15].
- В 2024 году деревни Большой Шистом,  Никитиха[16].